# 巴约勒拉瓦莱
巴约勒拉瓦莱（法語：Bailleul-la-Vallée，法語發音：[bajœl la vale]）是法国厄尔省的一个市镇，位于该省西部偏北，属于贝尔奈区。

## 地理
巴约勒拉瓦莱（49°12'0"N, 0°25'40"E）面积4.67 平方千米，位于法国诺曼底大区厄尔省，该省份为法国北部内陆省份，北起滨海塞纳省，西接奧恩省和卡爾瓦多斯省，南至厄尔-卢瓦省，东临瓦兹省、瓦兹河谷省和伊夫林省。
与巴约勒拉瓦莱接壤的市镇（或旧市镇、城区）包括：莫兰维尔-茹沃、阿涅尔、方丹拉卢韦、弗雷讷-科韦维尔、皮安库尔、圣欧班德塞隆。

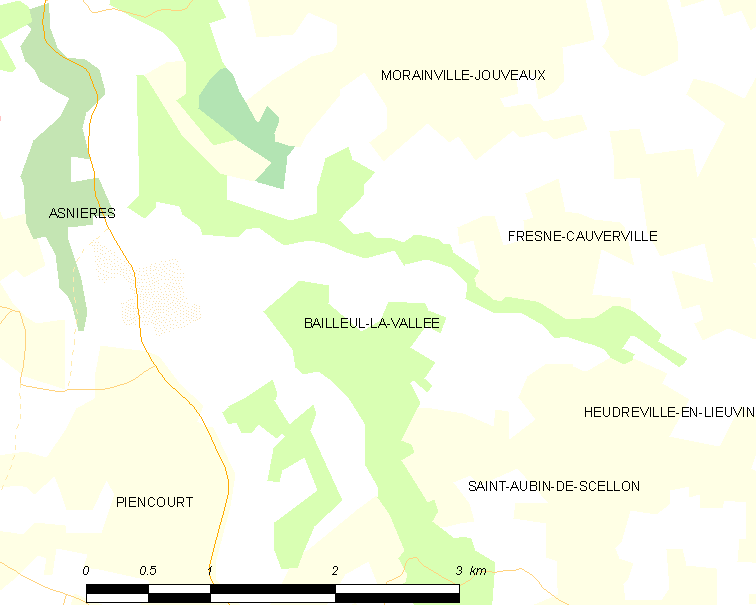
巴约勒拉瓦莱的OSM定位图

巴约勒拉瓦莱的时区为UTC+01:00、UTC+02:00（夏令时）。

## 行政
巴约勒拉瓦莱的邮政编码为27260，INSEE市镇编码为27035。

## 政治
巴约勒拉瓦莱所属的省级选区为伯兹维尔县。

## 人口

1962-2008年间巴约勒拉瓦莱人口变化图示

巴约勒拉瓦莱于2022年1月1日时的人口数量为97人。